# The Burglar's Dilemma
The Burglar's Dilemma é um filme mudo de 1912, do gênero dramático em curta-metragem estadunidense, dirigido por D. W. Griffith.

## Elenco
- Lionel Barrymore
- Henry B. Walthall
- Adolph Lestina
- Gertrude Bambrick
- Harry Carey
- John T. Dillon
- Frank Evans
- Dorothy Gish
- Lillian Gish
- Robert Harron
- Madge Kirby
- J. Jiquel Lanoe
- Alfred Paget
- W. C. Robinson
- Charles West